# Tuck Me to Sleep (in My Old ’Tucky Home)
Tuck Me to Sleep (in My Old ’Tucky Home) (auch  Tuck Me to Sleep in My Old Kentucky Home) ist ein Song, den George W. Meyer (Musik) sowie Sam M. Lewis und Joe Young (Text) schrieben und der 1921 im Verlag von Irving Berlin veröffentlicht wurde.

## Hintergrund
Tuck Me to Sleep gehörte zu den bedeutendsten Songs des Komponisten George W. Meyer (1884–1959); im Liedtext von Sam M. Lewis und Joe Young wird – ähnlich wie in Liedern dieser Zeit wie Swanee, Way Down Yonder in New Orleans, Georgia on My Mind, Lovin’ Sam (The Sheik of Alabam) oder Wabash Blues – die Sehnsucht nach der Heimat in den amerikanischen Südstaaten beschworen:
Tuck me to sleep in my old ’Tucky home,
I cover me with Dixie skies and leave me there alone.
I just let the sun kiss my checks ev’ry morn’
I like the kissin’ I’ve been missin’
From my Mummy since ’m gone.
Tuck Me to Sleep zählte in Amerika zu den so genannten Southern tunes wie Alabamy Bound und Georgia Camp Meeting, die noch in der Vaudeville- und der Blackface-Tradition des späten 19. Jahrhunderts wurzelten.

## Erste Aufnahmen

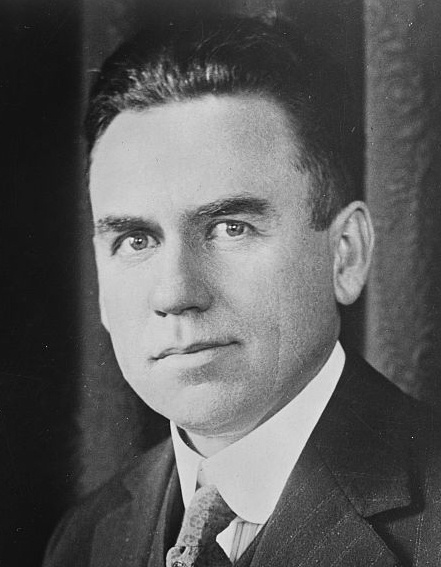
Vernon Dalhart

Ab Mitte 1921 haben das Benson Orchestra of Chicago (von Roy Bargy, Victor 18820), Sam Moore, Milo Rega und The Columbians Dance Orchestra (Columbia A3497) Tuck Me to Sleep aufgenommen; kommerziell erfolgreich war die Version von Vernon Dalhart mit dem Criterion Trio von 1922. Auch Ernest Hare und Billy Jones spielten den Titel in dieser Zeit erfolgreich ein. Tuck Me to Sleep erschien auch als Piano Roll, interpretiert von Doris Goodwin (Voco 5454) bzw. von Pete Wendling (QS 1684).

## Spätere Coverversionen
In späteren Jahren wurde der Song auch Ken Colyer, Firehouse Five plus Two, Captain John Handy, Kid Howard, Rod Mason, Punch Miller, Sammy Rimington, Doc Souchon, Lawrence Welk und Chester Zardis aufgenommen; der Diskograf Tom Lord listet im Bereich des Jazz insgesamt 43 (Stand 2015) Coverversionen,. Auch die Countrymusiker Kennedy Jones, Rex Allen und Merle Travis interpretierten den Song. Der Humorist, Aktivist und Songwriter T-Bone Slim schrieb eine Parodie (A Worker's Plea) auf den Tin Pan Alley Song. Die Musikzeitschrift Variety nahm den Song in ihre Liste Hit Parade of a Half-Century auf, auch wenn er seine frühere Popularität nicht mehr besitzt.